# Joseph Moralt
Joseph Moralt   (Schwetzingen, 5 d'agost de 1775 - Múnic, 13 de gener de 1855) va ser un músic alemany (director d'orquestra).

## Biografia
Després de les primeres lliçons amb el seu pare i el músic de la ciutat Karl Geller, Moralt va rebre lliçons de violí del violinista Lops, músic de cambra del duc Clemens de Baviera. Després va rebre el "toc final" del conegut director i compositor de Múnic, Peter Winter. El 1788, a l'edat de 13 anys, Moralt va ser acceptat a la música de la cort electoral com a suplent i aviat va ser ascendit a músic de la cort.
Cap al 1811 Moralt va fundar l'Acadèmia Musical a Múnic juntament amb el seu germà Philipp, on sovint actuava com a director d'orquestra. Els germans Moralt: Joseph, Johann Baptist, Jakob i Philipp van fundar el Moralt Quartet, un quartet de corda, que va tenir molt èxit des del principi. Es van seguir grans gires de concerts per Alemanya i l'estranger, per exemple a través de Suïssa a través de Ginebra a Lió i París el 1800 o de tornada a Lió el 1806 i després per tota Alemanya.
Als 18 anys, Moralt va tocar un concert per a violí del seu mestre Peter Winter al "Treizième Concert de Mrs. Les Amateurs de Munic" el 24 de març de 1793 i en els anys següents va aparèixer sovint com a solista en concerts de societats musicals com "Harmonia" o "Frohsinn" Múnic, l'orquestra de la qual també va dirigir posteriorment. Va tenir un èxit especial com a director d'orquestra per primera vegada quan va dirigir la "Creació" de Haydn en un concert - aparentment ordenat per a les tropes d'ocupació franceses - el 1800 i també va atreure l'atenció del general suprem francès Jean Victor Moreau, comandant en cap de l'exèrcit del Rin i vencedor de Hohenlinden.
El 10 de maig de 1800, quan encara no tenia 25 anys, va ser ascendit a concertista electoral com a successor d'Ignaz Fränzl, que s'havia convertit en director de música instrumental. Amb el seu nomenament com a concertista de música de cort, van començar anys de gran èxit i bona voluntat general per a Moralt. En aquest càrrec va haver d'assajar les òperes del repertori del teatre nacional, ja que des del 1828 també va ser el director instrumental del teatre de la cort reial.
Moralt també va ser un dels fundadors de la "Munich Music Academy", que va ser aprovada pel rei Maximilià I el 9 de novembre de 1811 mitjançant una ordre del gabinet. Des de la seva fundació, va ser un dels directors de l'acadèmia durant dècades i es va mantenir fidel fins a la seva mort.
Després de disputes internes sobre la distribució de tasques, en què va intervenir el rei Lluís I, es va decidir a l'octubre de 1827 que Joseph Hartmann Stuntz continuaria sent director vocal; Joseph Moralt va ser nomenat pel rei director d'orquestra amb el títol i el rang de música de cort: director instrumental. Les seves tasques clarament definides incloïen dirigir l'orquestra en quartet i assajos orquestrals, així com en actuacions amb l’obligació de estar en condicions amistoses amb el director vocal amb temps i abans dels assajos, ja que l'òpera assajava els tempi a prendre i els solos que s'arreglaran.
Això va satisfer la voluntat del rei i, a partir de l'1 de novembre de 1827, Moralt va ser també director de l'orquestra de teatre de la cort. Però no es pot negar que aquest nomenament va representar un honor especial per a Joseph Moralt.
Joseph Moralt, fins ara solter, es va casar amb la seva cunyada Maria Theresia Moralt (Raab) nascuda el 17 d'octubre de 1827, la vídua del seu difunt germà Jakob Moralt, que després de la mort del seu marit es va entendre malament amb els seus sis fills i una pensió modesta.
A casa, el director d'orquestra, recolzat per la benevolència de l'audiència i sobretot del seu rei, esperava la tranquil·litat de la domesticitat burgesa, primer a Rindermarkt núm. 618, després a la Schönthurmstrasse núm. 1447 i finalment a la Pfandhausstrasse núm. 3 (nova). Mentrestant, la seva dona Theresia li havia donat un fill a més dels sis fillastra.
En un informe del 9 de novembre de 1835, l'intendent enumera els desavantatges de la doble ocupació i suggereix un director per a l'òpera, un "capellmeister" capaç d'estatura que hauria d'assumir les funcions del director anterior. Sona una mica estrany com jutja en el seu informe sobre els anteriors directors d'òpera i altres membres que mereixen l'orquestra: ara Moralt s'ha tornat vell i avorrit (només tenia 60 anys), Stuntz, que ha demostrat la seva incapacitat, ja no s'ha interessat per ell s'ha pres la direcció instrumental i és millor retirar-la. Moralt es podria mantenir com a ajudant per a la gestió de l'òpera.

Com a resultat, Lachner, Kapellmeister de l'Òpera i Moralt es van limitar a la gestió temporal de l'òpera. Moralt va afirmar aleshores que 
| « | <Seria atacat per la mateixa ploma que, a costa de la direcció de l'orquestra que vaig dirigir aviat, va elogiar el canvi provocat per la direcció del teatre de la cort reial, tot i que no calen aquests mitjans, la fama de un home com ampliar el Kapellmeister Lachner, els serveis de compositor i director d'orquestra que em faig admirar més i que em va fer càrrec d'una orquestra, la direcció del qual va ser el meu màxim honor i els èxits tant en les interpretacions de les òperes com en els oratoris i els concerts sempre han tingut el reconeixement més excel·lent per part de la màxima cort i del públic local.> | » |

Però és molt més comprensible que el vell director musical ja no se senti com a casa a la nova atmosfera del teatre de la cort. Tot i que va assumir repetidament la representació de Lachner en l'òpera de la cort, es va retirar cada cop més del seu camp de treball real en música de cort. Quan va tornar a dirigir l'òpera El barber de Sevilla, es va asseure i va escriure a la direcció del teatre judicial una sol·licitud d'exempció del servei teatral.
| « | <Independentment de les meves ulleres, la debilitat dels meus ulls em fa gairebé impossible llegir les petites notes escrites de les partitures i la meva audició s'ha deteriorat fins a tal punt que sovint no puc entendre les paraules dels cantants, cosa que molesta fàcilment la representació de l'òpera que va escriure el 8 de novembre de 1836.> | » |

 En cas que es produís tal pertorbació, es reportaria als diaris nacionals i estrangers, independentment de la seva vellesa i dels seus èxits anteriors, i del seu honor com a artista. Ara SM el rei, tot i que només el maig passat va declarar que estava extremadament satisfet amb la seva interpretació, però també amb molta gràcia li va dir personalment amb motiu del primer concert acadèmic que probablement mereixia la resta pel que fa als seus serveis teatrals.

Moralt es va retirar com a director de l'orquestra al teatre de la cort reial amb efecte des de l'1 d'agost de 1836,
| « | <mostrant la màxima satisfacció amb el seu servei anterior.> | » |

 El rei Lluís I li va concedir la medalla d'or d'honor de la "Reial Ordre Lluïs". El 13 de novembre de 1855 va morir a Múnic a l'edat de 81 anys, després que una greu malaltia l'hagués lligat al llit durant tres mesos. Va ser enterrat el 15 de novembre amb molta simpatia.
La vídua de Joseph Moralt, Maria Theresia Moralt, que vivia amb el seu fill, el músic de la cort Anton Moralt, a la Pfandhausstrasse, va sobreviure al seu marit amb prou feines dos anys i va morir el 20 de desembre de 1857.

## Família
- Els seus pares eren el músic Adam Moralt (1748-1811) i Maria Anna Kramer. Tenien almenys nou fill.
- Veieu (Moralt (família de músics))